# Route départementale 9 (Ardennes)
Pour les articles homonymes, voir Route départementale 9.
La route départementale 9, abrégée en D9, est une route départementale des Ardennes qui relie Warcq près de Charleville-Mézières à Girondelle, en passant par Rouvroy-sur-Audry. 
La D9 se termine dans la commune de Girondelle après le village, à l'intersection avec la D20 qui se poursuit en direction d'Auvillers-les-Forges.

## Tracé
- Warcq, quartier de La Bellevue du Nord (à la limite de Charleville-Mézières)
- Warcq
- Belval[1]
- Haudrecy
- tronc commun avec la D2 dans la commune de Saint-Marcel
- Hardoncelle, commune de Remilly-les-Pothées
- Remilly-les-Pothées
- Rouvroy-sur-Audry,  tronc commun avec la D978
- L'Échelle
- Blombay
- Girondelle

## Événements
Le 5 avril 2024, la 2e étape de la 49e édition du Circuit des Ardennes international emprunte la D9 entre Girondelle et Hardoncelle.